# Sambódromo del Parque de la Estación
El Sambódromo del Parque de la Estación es un espacio destinado a la realización del desfile de carnaval en el municipio argentino de Mercedes, provincia de Corrientes.
Fue planificado por el arquitecto Aldo Juárez, inaugurado en 2015 y es uno de los mayores espacios para grandes eventos al aire libre de en la minicipalidad. Es utilizado principalmente en los desfiles del Carnaval. Su construcción se dio en un amplio terreno donde se encontraba una playa de maniobras, talleres en desuso, galpones abandonados, y que ha sido totalmente remodelado, con fines recreativos, culturales y sociales. Dicho sambódromo posee una pista de 300 metros por 8,40 de ancho sobre los que cada escuela desfila aproximadamente una hora y veinte minutos, con pausas de 15 minutos entre cada escuela.